# 國立清華大學學生會
國立清華大學學生會（英語：National Tsinghua University Student Association，簡稱清大學生會），為國立清華大學的學生自治組織，依據《國立清華大學學生會組織章程》設立，實施立法、行政、司法之三權分立制，分別對應到學生議會、行政中心與學生法院等機關。清大學生會另設有財政處和選舉委員會兩個獨立機關。一般情況下，狹義的「學生會」常作為行政部門的代稱，有別於立法部門的「學生議會」。

## 歷史
第三十屆修訂學生會章程，自第三十一屆起學生會組織架構為內閣制，學生議會設置「行政中心」，經由學生議員互選出行政中心執行長，來取代過往學生會長的職務，其為行政部門的最高首長。同時，本會的對外代表人稱為主席，由立法部門之議長兼任，其對外決策須經由學生議會授權。
改制後，學生議員共24席，任期為兩年，採交叉任期，於每學期期末舉辦選舉。因每學期皆議員組成會有變動，議長（兼任主席）任期為一學期，而執行長任期為一學年。

## 歷任首長
| 屆次 | 會期     | 會長姓名              | 系級                                  | 議長姓名      | 系級                                                            | 執行長姓名     | 系級                    |
| ---- | -------- | --------------------- | ------------------------------------- | ------------- | --------------------------------------------------------------- | -------------- | ----------------------- |
| 15   | —        | 方肇頤                | 中國文學系                            | —             | —                                                               | —              | —                       |
| 16   | —        | 周宛瑢                | 電機工程學系                          | —             | —                                                               | —              | —                       |
| 17   | —        | 鄭為允                | 電機工程學系                          | —             | —                                                               | —              | —                       |
| 18   | —        | 儲翔雲                | 電機工程學系                          | —             | —                                                               | —              | —                       |
| 19   | —        | 周慶昌                | 人文社會學系                          | 吳君薇        | 科技管理學院學士班                                              | —              | —                       |
| 20   | —        | 陳慧元                | 中國文學系                            | —             | —                                                               | —              | —                       |
| 21   | —        | 傅廣承                | 計量財務金融學系                      | —             | —                                                               | —              | —                       |
| 22   | —        | 張羿涵                | 人文社會學院學士班                    | —             | —                                                               | —              | —                       |
| 23   | —        | 徐光成                | 資訊工程學系                          | 陳立其        | 材料科學工程學系                                                | —              | —                       |
| 24   | —        | 徐光成                | 資訊工程學系                          | 張翊          | 人文社會學院學士班                                              | —              | —                       |
| 25   | —        | 張翊                  | 人文社會學院學士班                    | 吳乃鈞        | 人文社會學院學士班                                              | —              | —                       |
| 26   | —        | 張庭瑋                | 人文社會學院學士班                    | 徐光成        | 資訊工程學系                                                    | —              | —                       |
| 27   | —        | 蔣秉翰                | 人文社會學院學士班                    | 李旺陽        | 資訊工程學系                                                    | —              | —                       |
| 28   | —        | 賴永岫                | 科技管理學院學士班                    | 李旺陽        | 資訊工程學系                                                    | —              | —                       |
| 29   | —        | 陳敬昕                | 教育與心理諮商學系                    | 賴永岫        | 科技管理學院學士班                                              | —              | —                       |
| 30   | —        | —                     | —                                     | —             | —                                                               | —              | —                       |
| 31   | 第一會期 | 黃筠甯（辭職） 楊子緣 | 人文社會學院學士班 科技管理學院學士班 | 陳泰寧 王致凱 | 教育與學習科技學系碩士班 社會學研究所（人文社會學院學士班21級） | 張乃方         | 清華學院學士班 25級     |
| 31   | 第二會期 | 楊子緣                | 科技管理學院學士班                    | 王致凱        | 社會學研究所（人文社會學院學士班21級）                          | —              | —                       |
| 32   | 第一會期 | —                     | —                                     | 吳品萱        | 人文社會學院學士班 24級                                         | 林成璟（辭職） | 教育心理與諮商學系 26級 |
| 32   | 第二會期 | —                     | —                                     | 吳家榮        | 醫學科學系 24級                                                 | 曾昱凱（辭職） | 工學院學士班 25級       |
| 33   | 第一會期 | —                     | —                                     | 李襄君        | 人文社會學院學士班 25級                                         | 陳紹宇（辭職） | 清華學院學士班 26級     |
| 33   | 第二會期 | —                     | —                                     | 李襄君        | 人文社會學院學士班 25級                                         | 黃采翎（現任） | 科技管理學院學士班 26級 |

## 組織架構
依據《國立清華大學學生會組織章程》第三條，凡具備國立清華大學在學學籍之學生，皆為會員。而學生會由行政中心（行政）、學生議會（立法）、學生法院（司法）三個部門，及財務處、選舉委員會兩個獨立機關組成。
學生會的主席由立法之議長擔任，行政部門則由執行長執掌，兩者皆由學生議員互選產生，前者任期一學期、後者為一學年。學生議員由會員直選，以全校為單一選區，任期為兩學年，並於每學期末舉辦議員選舉。

### 行政中心（行政）
行政中心常設秘書處、資訊處、學生權益部等三個部門；執行長亦可依其政見實際需要，咨請議會同意後設立政策性部會。

#### 常設部門
- 秘書處

處理行政部門內務、會長及副會長交辦事項。
- 資訊處

負責學生會資訊科技相關事務。
- 學生權益部

負責規劃執行學生權益事務。

### 學生議會（立法）
學生議員之選舉自第 29 屆開始以全校為單一選區，至 31 屆起任期為兩年，且由議長擔任學生會主席。正副議長由每屆當選議員互選產生，職務為監督學生會行政部門，有問政權、覆議權、監察權等權力。

### 學生法院（司法）
設學生法官若干人，由議員提名並經議會表決同意產生，任期兩年，行使學生會內的審判權及各級法律之解釋權。

### 獨立機關

#### 財務處
負責學生會及機關關於財務事務。學生會採會計出納分離原則，並有會計長及出納長。

#### 選舉委員會
主要職責為籌畫辦理選舉罷免事宜，由一名主任委員、若干名選舉委員組成，任期一年。選舉委員由行政中心執行長提名，經學生議會同意任命，並指定一人為主任委員。

## 外部連結
- 清大學生會網站
- 國立清華大學學生會的Facebook專頁
- 國立清華大學學生議會的Facebook專頁
- 國立清華大學學生自治組織選舉委員會的Facebook專頁
- 《清新聞》網站 （页面存档备份，存于）